# The Well’s on Fire
The Well’s on Fire – jedenasty album studyjny angielskiego zespołu rockowego Procol Harum, wydany w 2003 roku przez wytwórnię Eagle Records.

## Lista utworów
Opracowano na podstawie materiału źródłowego.
| Nr  | Tytuł utworu                         | Słowa      | Muzyka                       | Długość |
| --- | ------------------------------------ | ---------- | ---------------------------- | ------- |
| 1.  | „An Old English Dream”               | Keith Reid | Gary Brooker                 | 4:40    |
| 2.  | „Shadow Boxed”                       | Keith Reid | Gary Brooker                 | 3:33    |
| 3.  | „A Robe of Silk”                     | Keith Reid | Gary Brooker                 | 2:41    |
| 4.  | „The Blink of an Eye”                | Keith Reid | Gary Brooker                 | 4:40    |
| 5.  | „The VIP Room”                       | Keith Reid | Gary Brooker                 | 4:55    |
| 6.  | „The Question”                       | Keith Reid | Matthew Fisher               | 5:00    |
| 7.  | „This World is Rich”                 | Keith Reid | Gary Brooker                 | 5:18    |
| 8.  | „Fellow Travellers”                  | Keith Reid | Matthew Fisher               | 4:46    |
| 9.  | „The Wall Street Blues”              | Keith Reid | Gary Brooker                 | 4:25    |
| 10. | „The Emperor’s New Clothes”          | Keith Reid | Gary Brooker                 | 4:16    |
| 11. | „So Far Behind”                      | Keith Reid | Gary Brooker                 | 3:51    |
| 12. | „Every Dog Will Have His Day”        | Keith Reid | Gary Brooker, Matthew Fisher | 5:19    |
| 13. | „Weisselklenzenacht (The Signature)” | -          | Matthew Fisher               | 5:24    |
|     |                                      |            |                              | 58:48   |

## Twórcy
Opracowano na podstawie materiału źródłowego.
Muzycy:
- Gary Brooker – śpiew, fortepian
- Matthew Fisher – instrumenty klawiszowe
- Geoff Whitehorn – gitara
- Matt Pegg – gitara basowa
- Mark Brzezicki – perkusja, instrumenty perkusyjne
- Keith Reid – teksty

Dodatkowi muzycy:
- Roger Taylor – śpiew towarzyszący (2)

Produkcja:
- Rafe McKenna, Procol Harum – produkcja muzyczna
- Joshua J. Macrae – inżynieria dźwięku, Pro Tools
- Ray Staff – mastering